# Massimiliano Di Lodovico
Massimiliano Di Lodovico (Roma, 3 marzo 1978) è un produttore cinematografico e imprenditore italiano.

## Carriera
Inizia la sua carriera di produttore cinematografico nel 2008 quando produce lo spot per Romaforyou Onlus BastaPoco  diretto da Laura Luchetti e presentato al Festival del Cinema di Roma. Nel 2011 produce il suo primo lungometraggio Febbre da fieno diretto da Laura Luchetti e distribuito da Walt Disney Italia. Il film viene presentato nei festival di St. Louis, Atlanta, Sacramento, Jaipur, Albuquerque, al Cleveland International Film Festival, al Fantasporto di Oporto e al Metropolitan Film Festival di New York dove vince il titolo di miglior film.
Nel 2012 produce con la società di produzione OH!PEN Il turno di notte lo fanno le stelle (The Nightshift Belongs to the Stars), un cortometraggio in lingua inglese, tratto da un racconto dello scrittore Erri De Luca e diretto dal regista italoamericano Edoardo Ponti con cui vince il Tribeca Film Festival, il Premio Speciale Nastro d'argento per il cortometraggi ed entra nella short list degli Oscar.
Nel 2012 produce Razzabastarda, opera prima alla regia di Alessandro Gassmann e adattamento del lavoro teatrale Roman e il suo cucciolo scritto da Reinaldo Povod, film che ha vinto il Nastro d'argento Premio Hamilton behind the camera, vince il Bari International film Festival e si aggiudica due candidature al David di Donatello.
Continua la sua attività di beneficenza con Romaforyou Onlus raccogliendo fondi per la realizzazione di quattro pozzi d'acqua in Africa insieme a Delfina Delettrez Fendi.
Nel 2013 fonda la casa di produzione cinematografica MasiFilm e produce il cortometraggio Voce umana, opera di Jean Cocteau riadattata in napoletano da Erri De Luca, con la regia di Edoardo Ponti e con protagonista Sophia Loren. Il film viene selezionato al Tribeca Film Festival di New York e al Festival di Cannes nella sezione Cannes Classic 2014. 
Nel settembre 2015 fonda Masicinema Srl che rileva l'ex cinema Caravaggio di Roma, chiuso da tre anni, e lo riapre dopo 8 mesi di restauro. 
Nel 2022 Masifilm apre il suo capitale e Aliante Industrial ha sottoscritto il 25% del capitale sociale mentre Indigo Film è entrata con una quota pari all’11 per cento.

## Vita Privata
Dal 2012 è legato alla modella ed attrice  Catrinel Marlon; la coppia ha una figlia, nata nel febbraio 2019.

## Filmografia (produttore)
- BastaPoco Romaforyou Onlus (2010)
- Febbre da fieno, regia di Laura Luchetti (2011)
- Il turno di notte lo fanno le stelle, regia di Edoardo Ponti (2012)
- Razzabastarda, regia di Alessandro Gassmann (2012)
- The Human Voice, regia di Edoardo Ponti (2013)
- L'errore, regia di Brando De Sica (2014)
- Gianluca Vacchi - Mucho Mas, regia di Tommaso Deboni (2021)
- L'uovo, regia di Daniele Grassetti (2022)
- Girasoli, regia di Catrinel Marlon (2023)

## Premi e riconoscimenti

### Come produttore
- Festival del Cinema di Roma, miglior produttore, 2013

### Ai film prodotti
- New York Metropolitan Film Festival, vincitore del titolo "miglior film" con Febbre da fieno[4], 2011
- Lake Harrowhead Film Festival, medaglia d'oro per il "miglior film" con Febbre da fieno[5], 2011
- WorldFest-Houston International Film Festival, Gold Remi per la miglior commedia romantica con Febbre da fieno, 2011[6]
- Tribeca Film Festival, Miglior cortometraggio Il turno di notte lo fanno le stelle, 2013
- Nastri d'argento, Miglior cortometraggio Il turno di notte lo fanno le stelle, 2013[7]
- Bari international Film Festival, miglior film RazzaBastarda, 2013
- Festival del Cinema di Roma, ottiene una Menzione speciale con il film RazzaBastarda, 2013[8]
- Vincitore - Cusumano - Nastri d'Argento per la Commedia - Alessandro Gassmann[9]
- Vincitore Hamilton Behind the camera - Nastri d'Argento opera prima - Alessandro Gassmann[9]
- Vincitore Nastro D'Argento, l'Errore Regia di Brando De Sica